# Microsoft Small Business Server
Microsoft Small Business Server 2003 is een serverbesturingssysteem, speciaal bedoeld voor organisaties tot maximaal 75 gebruikers, tegen een gunstige prijsstelling. Met Small Business Server kunnen kleine bedrijven relatief eenvoudig een professionele IT-infrastructuur opzetten, met bestanddeling, gezamenlijke agenda's, professionele e-mailfunctionaliteiten, back-up, Active  Directory etc.

## Versies
Small Business Server is verkrijgbaar in twee edities: Standard en Premium.
 
De Standard-editie bevat:
- Microsoft Windows Server 2003
- Microsoft Exchange Server 2003
- Microsoft Windows SharePoint Services
- Microsoft Shared Fax Service
- Printfiles

De Premium-editie bevat:
- alle bovenstaande mogelijkheden
- Microsoft SQL Server 2000
- Microsoft ISA Server
- Microsoft Office Frontpage 2003

De huidige versie van Small Business Server is Small Business Server 2011. Er bestaan alternatieven van andere aanbieders, zoals Novell en verschillende Linux-distributies.

## Beperkingen
Om te voorkomen dat ook grotere organisaties Small Business Server gaan gebruiken (voor hen zijn de gewone serveroplossingen van Microsoft bedoeld), is het product op een paar manieren beperkt in zijn functionaliteit. De belangrijkste beperkingen:
- Alle componenten van Small Business Server moeten op één machine geïnstalleerd zijn.
- Het aantal clientlicenties kan de 75 niet overschrijden.
- Microsoft Small Business Server moet als root domaincontroller fungeren.
- Een andere Small Business Server binnen het domein is niet toegestaan.
- Andere domaincontrollers moeten voorzien zijn van een andere versie Windows dan Small Business Server (bv. Windows Server 2003 standard).

Small Business Server bevat veel meer (instel)mogelijkheden dan Windows XP. Het is daarom aan te raden de installatie, configuratie en het beheer over te laten aan een professionele systeembeheerder.